# العلاقات البرازيلية الصربية
العلاقات البرازيلية الصربية هي العلاقات الثنائية التي تجمع بين البرازيل وصربيا.

## مقارنة بين البلدين
هذه مقارنة عامة ومرجعية للدولتين:
| وجه المقارنة                                              | البرازيل | صربيا                                                      |
| --------------------------------------------------------- | --- | ---------------------------------------------------------- |
| المساحة (كم2)                                             | 8.52 مليون | 88.36 ألف                                                  |
| عدد السكان (نسمة)                                         | 202.66 مليون | 7.02 مليون                                                 |
| الكثافة السكانية (ن./كم²)                                 | 23.79 | 79.45                                                      |
| العاصمة                                                   | برازيليا، ريو دي جانيرو | بلغراد                                                     |
| اللغة الرسمية                                             | برتغالية برازيلية، Brazilian Sign Language ‏ | اللغة الصربية                                              |
| العملة                                                    | ريال برازيلي، كروزيرو ريال برازيلي ‏، كروزيرو البرازيلية (1990–1993)، البرازيلي كروزادو نوفو، كروزادو برازيلي، cruzeiro ‏، كروزيرو البرازيلية (1942–1967)، الريال البرازيلي (قديم) | دينار صربي                                                 |
| الناتج المحلي الإجمالي (بليون دولار)                      | 2.06 تريليون | 41.43 مليار                                                |
| الناتج المحلي الإجمالي (تعادل القوة الشرائية) بليون دولار | 3.22 تريليون | 100.13 مليار                                               |
| الناتج المحلي الإجمالي الاسمي للفرد دولار أمريكي          | 8.54 ألف | 5.24 ألف                                                   |
| الناتج المحلي الإجمالي للفرد دولار أمريكي                 | 15.89 ألف | 13.59 ألف                                                  |
| مؤشر التنمية البشرية                                      | 0.754 | 0.771                                                      |
| رمز المكالمات الدولي                                      | +55 | +381                                                       |
| رمز الإنترنت                                              | .br | .rs، .срб ‏                                                 |
| المنطقة الزمنية                                           | | توقيت وسط أوروبا، ت ع م+01:00، ت ع م+02:00، أوروبا/بلغراد ‏ |

## منظمات دولية مشتركة
يشترك البلدان في عضوية مجموعة من المنظمات الدولية، منها:
| علم المنظمة | اسم المنظمة                        | تاريخ انضمام البرازيل | تاريخ انضمام صربيا |
| ----------- | ---------------------------------- | --------------------- | ------------------ |
|             | الاتحاد البريدي العالمي            | ?                     | ?                  |
|             | يونسكو                             | 4 نوفمبر 1946         | 20 ديسمبر 2000     |
|             | البنك الدولي للإنشاء والتعمير      | 14 يناير 1946         | 25 فبراير 1993     |
|             | وكالة ضمان الاستثمار متعدد الأطراف | 7 يناير 1993          | 19 مارس 1993       |
|             | الاتحاد الدولي للاتصالات           | 4 يوليو 1877          | 1 يونيو 2001       |
|             | منظمة الشرطة الجنائية الدولية      | ?                     | ?                  |
|             | مؤسسة التمويل الدولية              | 31 ديسمبر 1956        | 25 فبراير 1993     |
|             | مجموعة الموردين النوويين           | ?                     | ?                  |
|             | الأمم المتحدة                      | 24 أكتوبر 1945        | 1 نوفمبر 2000      |
|             | مؤسسة التنمية الدولية              | 15 مارس 1963          | 25 فبراير 1993     |
|             | الفريق المعني برصد الأرض           | ?                     | ?                  |
|             | منظمة حظر الأسلحة الكيميائية       | ?                     | ?                  |

## أعلام
هذه قائمة لبعض الشخصيات التي تربطها علاقات بالبلدين:
- ليانكو إيفانجليستا فوجنوفيتش (لاعب كرة قدم برازيلي، 1 فبراير 1997[22] – )

## وصلات خارجية
- موقع وزارة الخارجية البرازيلية
- موقع وزارة الخارجية الصربية